# Золотокрылые вьюрки
Золотокрылые вьюрки (лат. Rhynchostruthus) — род певчих птиц из семейства вьюрковых. Представлен тремя видами, которые встречаются на Аравийском полуострове и на севере Сомали. Два из них близки к уязвимому положению (по классификации МСОП), третий (эндемик Сокотры) находится в относительной безопасности.

## Описание
Птицы средних размеров, с ярко выраженным половым диморфизмом. Окраска самцов варьирует от зелёно-коричневого до серо-коричневого цвета, оперение самок не столь пёстрое. Молодые птицы на вид более невзрачные и не имеют на голове характерной для взрослых особей тёмной «маски».
Ареал золотокрылых вьюрков находится между высотами 1060 и 2800 м над уровнем моря, занимая области вади и кустарников.
Пищей для птиц служат плоды можжевельника, акаций и молочая.

## Классификация
Несмотря на то, что таксономия рода недостаточно разработана, обычно в нём выделяют три вида:
- Rhynchostruthus socotranus — Золотокрылый вьюрок
- Rhynchostruthus percivali
- Rhynchostruthus louisae